# HD 170873
HD 170873，又名CP-5211158，SAO 245559、HR 6954，是一颗恒星，视星等为6.22，位于銀經342.43，銀緯-18.91，其B1900.0坐标为赤經18h 26m 28.6s，赤緯-52° -18.91′ 52″。